# High Frame Rate
High Frame Rate (HFR) — технологія підвищення якості відтворення анімації, що базується на збільшенні частоти кадрів (понад 24/25, прийнятих в кіноіндустрії).
Технологія реалізується за допомогою використання камер з підвищеною частотою кадрів або програмної емуляції таких камер, яка динамічно, під час відтворення анімації, обраховує проміжні кадри, збільшуючи частоту кадрів до 48 кадрів або 60 кадрів на секунду. Застосування технології дозволяє підвищити сприйняття чіткості зображення на динамічних сценах.
Технологія на апаратному рівні використовується в сучасних телевізорах окремо або разом з технологією розширення динамічного діапазону зображення (High Dynamic Range).
Популярним програмним втіленням технології HFR є пакет програм SmoothVideo Project (SVP 4), який дозволяє динамічно генерувати додаткові кадри шляхом інтерполяції зображень попереднього та наступного кадрів.
Першим повнометражним фільмом, знятим за технологією HFR є фільм «Хоббіт: Несподівана подорож», знятий з частотою 48 кадрів на секунду.